# فریدون معزی مقدم
فریدون معزّی مقدّم مقاله‌نویس و مترجمِ ایرانی و از بنیان‌گذارانِ کانون نویسندگان ایران بود.

## نوشته‌ها

### نگارشِ دست اوّل
- نزدیکای شعر
- سینما میهن[۱]

### ترجمه
- ف‍ی‍ل‍م‌ ب‍ه‌ ع‍ن‍وان‌ ه‍ن‍رِ رودل‍ف‌ آرن‍ه‍ای‍م‌[۲]
- آنتونیونیِ یان کامرون و رابین وود[۳]